# Colloquio Walter Lippmann
Il colloquio Walter Lippmann fu una conferenza di intellettuali organizzata a Parigi nell'agosto del 1938 dal filosofo francese Louis Rougier. Dopo che l'interesse per il liberalismo classico era diminuito negli anni '20 e '30, l'obiettivo era costruire un nuovo liberalismo come rifiuto del collettivismo, del socialismo e del laissez-faire liberista. All'incontro il termine neoliberalismo fu coniato da Alexander Rüstow in riferimento al rifiuto del (vecchio) laissez-faire liberista.

## Omonimia
Il colloquio è stato intitolato al giornalista americano Walter Lippmann. Il libro di Lippman del 1937, "La giusta società" era stato tradotto in francese da "Cité libre" ed è stato studiato in dettaglio durante l'incontro.

## Importanza
Presero parte ventisei intellettuali, inclusi alcuni tra i più eminenti pensatori liberali. I partecipanti scelsero di creare un'organizzazione per promuovere il liberalismo, il "Comité international d'étude pour le renouveau du libéralisme" (CIERL). Sebbene il CIERL avesse poco peso a causa della guerra, ispirò Friedrich Hayek per la creazione della Mont Pelerin Society nel dopoguerra.
Le conferenze di Michel Foucault al Collège de France nel 1978-79, pubblicate un quarto di secolo dopo come La nascita della biopolitica, richiamarono l'attenzione sull'importanza del colloquio di Walter Lippmann.

## I partecipanti
I partecipanti al colloquio furono:
- Raymond Aron, filosofo francese, sociologo, giornalista e politologo
- Friedrich von Hayek, economista e filosofo austriaco e britannico
- Walter Lippmann, scrittore americano, giornalista e commentatore politico
- Robert Marjolin, economista e politico francese
- Ernest Mercier, industriale francese
- Ludwig von Mises, economista austro-ungarico
- Michael Polanyi, uomo universale ungaro-britannico
- Wilhelm Röpke, economista tedesco
- Louis Rougier, filosofo francese
- Jacques Rueff, economista francese
- Alexander Rüstow, sociologo ed economista tedesco

Walter Eucken fu invitato al colloquio, ma non gli fu dato il permesso di lasciare la Germania.